# Abasár
Abasár er en landsby (indbyggertal 2.470 (2024)) i Heves i Ungarn, beliggende nær Gyöngyös ved foden af Mátra-bjergene. Den blev grundlagt som Saár (bogstaveligt "mudder", senere Sár) i 1261 og skiftede senere navn til Aba efter Aba-klanen.
Vest for landsbyen ligger Sár-hegy , et nationalt naturreservat.